# Апатин
Апатин (на сръбски: Апатин) е град и община в област Войводина, Северна Сърбия. Населението му е 17 411 жители в града и 28 654 жители в цялата община (2011 г.). Сърбите са 61,61% от населението, унгарците 11,53%, хърватите 11,47%, румънците 3,62%, югославяните 2,21%, ромите 1,59%, и други. Площта на общината е 333 кв. км. Намира се в часова зона UTC+1, а лятната му часова зона е UTC+2. Пощенският му код е 25260, а телефонния +38125. МПС кодът му е SO.